# Arthur Zborzil
Arthur Zborzil (n. 15 iulie 1885, Viena, Austro-Ungaria – d. 15 octombrie 1937) a fost un jucător de tenis austriac, medaliat olimpic. A participat la o ediție a Jocurilor Olimpice (1912) în care a câștigat o medalie de argint.

## Participări
Lista de mai jos prezintă principalele competiții la care a participat Arthur Zborzil de-a lungul carierei.
- tennis at the 1912 Summer Olympics – men's outdoor doubles[*]